# Achille Kiwanuka
Pour les articles homonymes, voir Kiwanuka, Saint Achille et Achille.
Saint Achille Kiwanuka, aussi connu sous le nom de Achileo Kiwanuka ou Achille Kewanuka, né en 1869 et mort le 3 juin 1886, est un catholique romain ougandais vénéré comme un saint dans son église. Il a servi en tant que clerc à la cour du Roi Mwanga II de Buganda, et converti à la Foi chrétienne sous le groupe missionnaire connu comme les Pères blancs. Kiwanuka a été brûlé vif pour sa foi le 3 juin 1886 ; lui et ses compagnons sont devenus connus comme les Martyrs de l'Ouganda. Achille Kiwanuka a été béatifié le 6 juin 1920 à Rome par Benoît XV. Lui et ses compagnons ont été canonisés comme des saints le 18 octobre 1964 par le pape Paul VI. La fête de Achille Kiwanuka est célébrée le 3 juin.

## Hommage
Une paroisse porte son nom dans le quartier Kingabwa de l’archidiocèse de Kinshasa. Elle a été inaugurée le 20 janvier 1980 par Mgr Eugène Moke, évêque auxiliaire de Kinshasa.
Dans le quartier de Mendong dans le sud-ouest de Yaoundé, capitale du Cameroun, existe une paroisse baptisée en l'honneur de Saint Achille Kiwanuka.
Dans le Diocèse de Buta, en République Démocratique du Congo, une autre grande paroisse porte le nom d'A. Kiwanuka. Elle a été consacrée le 31 mai 1982. Cette paroisse est gérée, depuis le 23 septembre 2018, par les Pères de l'Ordre de Saint Augustin (OSA) dont je suis membre. Plus de 1800 fidèles s'y rassemblement les dimanches.(P. André Bangama Lokango, alors curé)